# Petrichus griseus
Petrichus griseus es una especie de araña del género Petrichus, familia Philodromidae. Fue descrita científicamente por Berland en 1913.

## Distribución
Esta especie se encuentra en Ecuador.